# Ondřej Biravský
Ondřej Biravský (* 7. června 1988 Znojmo) je český divadelní herec. Od roku 2008 je v angažmá v Divadle Polárka jako herec, věnuje se i skládání hudby.

## Životopis
Vystudoval Konzervatoř v Brně - obor hudebně dramatický. Během studií hostoval v brněnských divadlech. Mezi jeho dovednosti patří hra na kytaru, klavír, bicí, zpěv, beatbox, šerm, pantomima, jízda na koni, žonglování a moderování. Příležitostně se objevil v seriálech Ordinace v růžové zahradě, Doktoři z Počátků a Znamení koně. Hrál v těchto divadlech Divadlo Husa na provázku, Národní divadlo Brno, Městské divadlo Brno, Divadlo plyšového medvídka a Divadlo Polárka, která je jeho domovskou scénou. Prosadil se i jako skladatel hudby.[ujasnit]

## Soupis divadelních představení a rolí

### 2004-2008 Konzervatoř Brno
Strakonický dudák (Kalafuna, Vocilka), Misantrop (Alcest), Tartuffe (Valér), Hamlet
(Hamlet), Jó, není to jednoduché (Eduard), Podzimní hra (Fanouš)

### 2008 - 2016 Divadlo Polárka
Ostrov pokladů, Mauglí (Šedák), S koníčkem přes hory a doly, Rumcajs (Cipísek), Lovci mamutů, Dvacet tisíc mil pod mořem, Romeo a Julie (Paris), Bitva u Lipan, Jen počkej, zajíci!, Roztančený svět, Dobrodružství malého Vikinga, Marťanská kronika (Muhe Ca), Urašima a mořská princezna, Golem (Laponder), Mrazík (Ivan), Čarodějův učeň, Starořecké báje a pověsti (Theseus, Apollon), Hudba v Čechách, Z jedné i druhé kapsy (Brejcha), Tady je Krakonošovo, Dva Kutilové, Zmatek nad Zmatek, Stvoření světa (Michael, Adam), Bajky, Dlouhý Široký a Bystrozraký (Princ), Robinson Crusoe, Petr Pan, Moravský Budulínek, Peskvil (Šachmatov), Letní den (Nezdar), Pět báječných strýčků, Kdo zachrání Isabelu – Commedia del´arte (Pantalone, Dottore), O Jirkovi a jeho třech psech (Jirka), Spalovač mrtvol (Reinke), Ondráš a Juráš (Ondráš), Dobrodružství Toma Sawyera, Děvčátko Momo

### 2016 - dosud Městské divadlo Brno
Markéta Lazarová, Equus

### Divadlo Husa na Provázku - hostování
Betlém aneb převeliké klanění (Mistr, Melichar, Anděl)

### Národní divadlo Brno - hostování
Figarova svatba (Paco), Manon Lescaut (Duvalův syn), Strakonický dudák, Tajemství pralesa, Královna Margot, Tajemství Zlatého draka (Policista)

### Divadlo plyšového medvídka
Fikce Brno (Koron), Ježek a Sněhulák

### Divadlo Barka
Divadelní ředitel (Eiler)

### Fléda
Romeo a Julie – Roccoco in 80’s (Romeo)

## Televize, film
- Klíček – celovečerní film, režie: J. Novák (Radim)
- Ordinace v růžové zahradě - seriál TV Nova (Patrik Slaneček, skinhead)
- Znamení koně – seriál ČT (muž v klobouku)
- Doktoři z Počátků - seriál TV Nova (Fredy)
- Četnické trampoty - seriál ČT

## Scénická hudba
- Merlin (Polárka)
- Petr Pan (Polárka)
- Nikita! brutální (Divadlo Tramtarie)
- Fikce Brno (DPM)